# Transplante de pâncreas
Transplante de pâncreas é um procedimento cirúrgico no qual umas pâncreas saudável e produtor de insulina é transplantado para outra pessoa.